# Жаковце
Жаковце (словац. Žakovce) — село и одноимённая община в районе Кежмарок Прешовского края Словакии. В письменных источниках начинает упоминаться с 1209 года.

## География
Село расположено в западной части края, у подножия горного массива Левочске-Врхи, на берегах ручья Лаковский, при автодороге 3094. Абсолютная высота — 678 метров над уровнем моря. Площадь муниципалитета составляет 16,03 км².

## Население
| Год:                | 1994 | 2004     | 2014     | 2024    |
| ------------------- | ---- | -------- | -------- | ------- |
| Количество человек: | 568  | 709      | 861      | 863     |
| Разница:            |      | +24,82 % | +21,43 % | +0,23 % |

По данным последней официальной переписи 2011 года, численность населения Жаковце составляла 856 человек.
Национальный состав населения (по данным переписи населения 2011 года):
| Национальность | Численность, человек |
| -------------- | -------------------- |
| словаки        | 747                  |
| русины         | 41                   |
| русские        | 4                    |
| украинцы       | 3                    |
| чехи           | 3                    |
| немцы          | 1                    |
| поляки         | 1                    |
| цыгане         | 1                    |
| не указана     | 70                   |